# Kopanisti
Kopanisti (griech.: Κοπανιστή) ist ein griechischer Blauschimmelkäse der nördlichen Kykladen (Mykonos, Tinos, Andros, Kythnos), der aus roher Ziegen-, Kuh- oder Schafsmilch (oder gemischt) hergestellt wird. Je nach Milchsorte ist der Geschmack streng, butterig oder abgerundet. Der Käse wird in Kugeln geformt und gelagert, bis die Kugeln von einer grün-bläulicher Pinselschimmelschicht (Penicillium glaucum) bedeckt werden. Danach wird der Käse geknetet, damit der Schimmel in die Käsemasse eindringt und gesalzen.
Er ist seit 1996 ein Produkt mit geschützter Ursprungsbezeichnung.